# برایان کنوبس
برایان کنوبس (انگلیسی: Brian Knobbs؛ زادهٔ ۶ مهٔ ۱۹۶۴) کشتی‌گیر کشتی حرفه‌ای اهل ایالات متحده آمریکا است.